# アサデンコウ
アサデンコウとは日本の競走馬である。第34回東京優駿（日本ダービー）優勝馬。同期にはリュウズキ（皐月賞・有馬記念）・ニットエイト（菊花賞・天皇賞 (秋)）がいる（ちなみに、両者ともに矢倉玉男厩舎所属）。三本脚のダービー馬と呼ばれた。

## 戦績
※馬齢は旧表記とする。
1966年12月11日にデビューしたアサデンコウであったが、3歳時は2戦未勝利に終わった。
だが年が明けて4歳になると本格化し、5連勝で1967年4月30日開催の皐月賞に挑んだ。
連勝中に弥生賞等を勝っており1番人気に推されたが、スタートの出遅れと厩務員ストが原因の体調不良で7着に敗退した。
前走着外の影響もあり5番人気となったものの、人馬共に無事出走となった中1週での東京優駿は、スタート2ハロン目がハロンタイム10秒フラットとなる乱ペースの中、直線で同厩舎のヤマニンカップと共に抜け出し、骨折しながらも後続を振り切り1着でゴールした。
レース前まで好天であったが、直前に大粒の雨が降り始め雷が鳴り響いた為、『電光（デンコウ）』を味方につけた勝利と言われた。
また、後に鉄人と呼ばれる程の名騎手となる増沢末夫にとっては、騎手生活10年目で初めての重賞制覇でもあった。
しかし、アサデンコウは骨折のため表彰式に参加出来ず関係者のみが参加した肝心の馬がいない記念写真が今に残っている。と言われていたがしっかりと優勝記念写真が残っている。
その後アサデンコウは長期の休養に入ったが、結局この骨折が元で再起できずに引退した。

## 引退後
引退後は一旦JRAが買い上げたが、手塚が買い戻し、1975年馬種改良のためマレーシアに寄贈された。
その後1988年に死亡するまで国立ペナン牧場で種牡馬として供用されていた。

## 年度別競走成績
- 1966年（2戦0勝）
- 1967年（7戦6勝）
  - 1着 - 東京優駿、弥生賞

## 血統表
| アサデンコウの血統（プリンスローズ系／Swynford5×5=6.25%） | アサデンコウの血統（プリンスローズ系／Swynford5×5=6.25%） | アサデンコウの血統（プリンスローズ系／Swynford5×5=6.25%） | （血統表の出典）      | （血統表の出典） |
| 父 *シーフュリュー Si Furieux 1957 青毛                   | 父の父Sicambre 1948 黒鹿毛                                | Prince Bio                                                | Prince Rose           | Prince Rose      |
| 父 *シーフュリュー Si Furieux 1957 青毛                   | 父の父Sicambre 1948 黒鹿毛                                | Prince Bio                                                | Biologie              |                  |
| 父 *シーフュリュー Si Furieux 1957 青毛                   | 父の父Sicambre 1948 黒鹿毛                                | Sif                                                       | Rialto                | Rialto           |
| 父 *シーフュリュー Si Furieux 1957 青毛                   | 父の父Sicambre 1948 黒鹿毛                                | Sif                                                       | Suavita               |                  |
| 父 *シーフュリュー Si Furieux 1957 青毛                   | 父の母Hell's Fury 1949                                    | Dante                                                     | Nearco                | Nearco           |
| 父 *シーフュリュー Si Furieux 1957 青毛                   | 父の母Hell's Fury 1949                                    | Dante                                                     | Rosy Legend           |                  |
| 父 *シーフュリュー Si Furieux 1957 青毛                   | 父の母Hell's Fury 1949                                    | Sister Sarah                                              | Abbots Trace          | Abbots Trace     |
| 父 *シーフュリュー Si Furieux 1957 青毛                   | 父の母Hell's Fury 1949                                    | Sister Sarah                                              | Sarita                |                  |
| 母 ニユーベツシー 1949 栗毛                               | 母の父トシシロ 1940 栗毛                                  | *ダイオライト Diolite                                     | Diophon               | Diophon          |
| 母 ニユーベツシー 1949 栗毛                               | 母の父トシシロ 1940 栗毛                                  | *ダイオライト Diolite                                     | Needle Rock           |                  |
| 母 ニユーベツシー 1949 栗毛                               | 母の父トシシロ 1940 栗毛                                  | 月城                                                      | Campfire              | Campfire         |
| 母 ニユーベツシー 1949 栗毛                               | 母の父トシシロ 1940 栗毛                                  | 月城                                                      | *星旗                 |                  |
| 母 ニユーベツシー 1949 栗毛                               | 母の母プリユー 1944 栗毛                                  | *プリメロ Primero                                         | Blandford             | Blandford        |
| 母 ニユーベツシー 1949 栗毛                               | 母の母プリユー 1944 栗毛                                  | *プリメロ Primero                                         | Athasi                |                  |
| 母 ニユーベツシー 1949 栗毛                               | 母の母プリユー 1944 栗毛                                  | ユーターピーノ一                                          | *レイモンド           | *レイモンド      |
| 母 ニユーベツシー 1949 栗毛                               | 母の母プリユー 1944 栗毛                                  | ユーターピーノ一                                          | ユーターピー F-No.4-m |                  |